# Museo civico archeologico di Pitigliano
Il Museo civico archeologico di Pitigliano è un museo situato a Pitigliano all'interno di un'ala di palazzo Orsini.

## Storia
Un primo museo archeologico a Pitigliano era stato inaugurato il 5 giugno 1864 congiuntamente alla biblioteca comunale ed era semplicemente definito come antiquarium. Inizialmente semplice "contenitore" di oggetti di qualche particolarità artistica e raccolti senza alcuna distinzione, ospitava oltre a pezzi antichi, anche quadri e collezioni di vario genere. Grazie ad una serie di improvvisate campagne archeologiche nei territori di Sovana e Poggio Buco, tra la fine del XIX e gli inizi del XX secolo, il piccolo museo si era specializzato sempre più in una precisa tipologia e aveva iniziato a trasformarsi in museo archeologico. Tuttavia nel secondo dopoguerra, la precarietà delle strutture e il continuo pericolo dei furti fecero fatto sì che fu preferibile trasferire i pezzi nei musei di Grosseto e di Firenze e chiudere il piccolo antiquario di Pitigliano. Dopo quasi cinquant'anni, grazie alla donazione di reperti collezionati dalla signora Adele Vaselli, la quale negli anni tra il 1955 e il 1960 aveva condotto una serie di scavi nei terreni di sua proprietà presso Poggio Buco, viene inaugurato nel 1995 il nuovo museo civico archeologico di Pitigliano. Il museo è inserito nella rete provinciale Musei di Maremma. 

## Edificio
Il museo è ospitato in sei sale in un'ala di palazzo Orsini, e vi si accede dal cortile interno del chiostro. Il monumentale edificio è un imponente palazzo fortificato, costruito come rocca dagli Aldobrandeschi tra XI e XII secolo, successivamente trasformato in palazzo nobiliare dagli Orsini a partire dal 1313, quando divenne sede della contea ursinea. Nel 1520, Gianfrancesco Orsini fece chiamare l'architetto Antonio da Sangallo il Giovane, affidandogli il compito di progettare un piano di ristrutturazione del palazzo. L'aspetto attuale è dovuto ad alcune ristrutturazioni effettuate dai Lorena dopo il 1737 e, soprattutto, dai vescovi di Sovana – l'edificio fu ceduto interamente alla diocesi nel 1793 – tra il 1861 e il 1865, con la demolizione del ponte levatoio e la modifica dei bastioni per ampliamento della sede stradale. Il complesso della fortezza è stato restaurato a partire dal 1980.

## Sale espositive

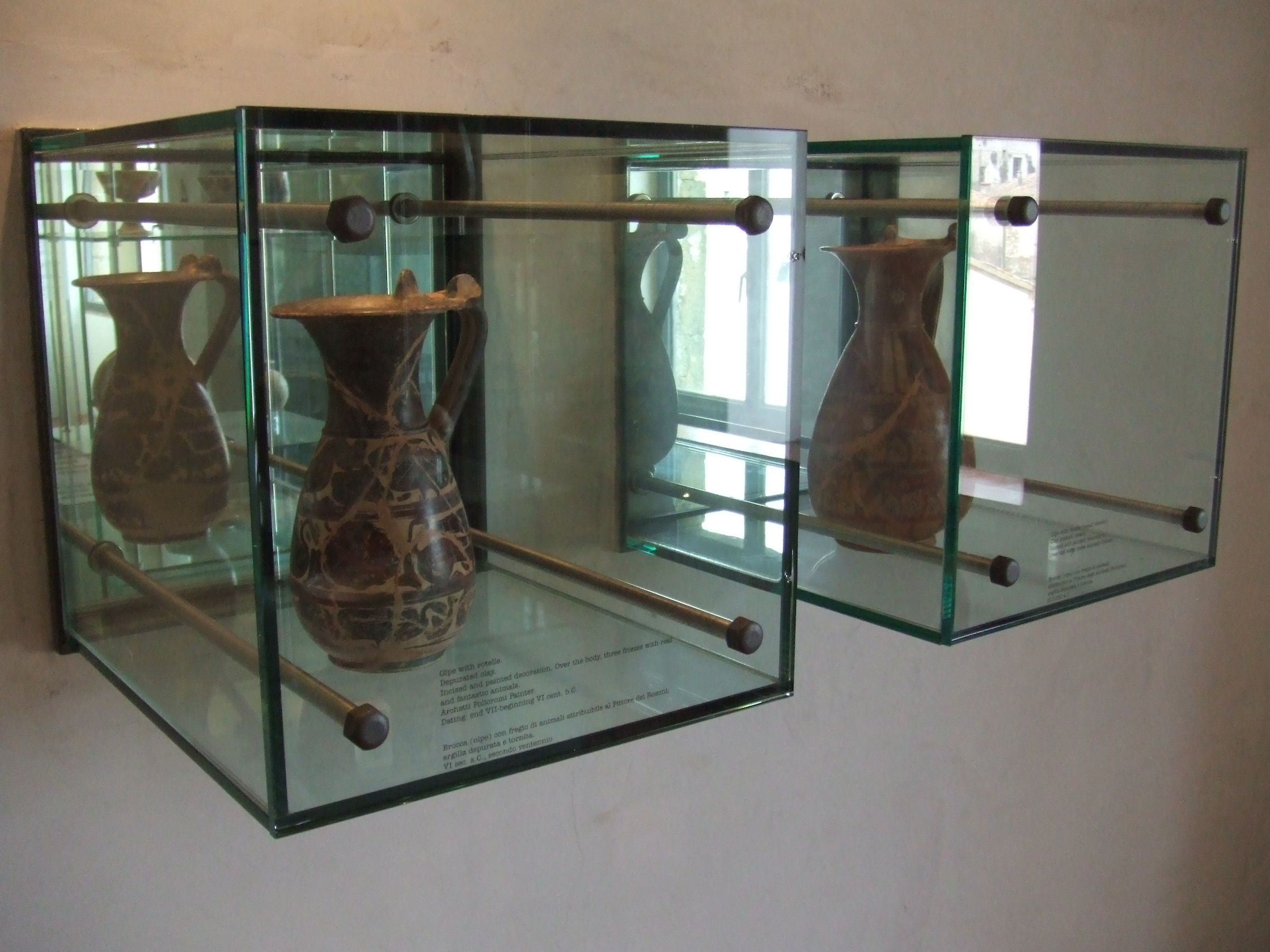
Olpai del VI secolo a.C. esposti nel museo.

Il piccolo museo, composto da sei sale, si articola in due sezioni: la prima riguarda i reperti provenienti dall'area di Poggio Buco ed è costituita dalla collezione Vaselli; la seconda ospita i ritrovamenti derivanti dall'antico sito di Pitigliano, costituita in parte da reperti rinvenuti durante gli scavi nell'area urbana, e la collezione Martinucci, proveniente dal museo archeologico nazionale di Firenze. Inoltre, nella prima sala con biglietteria è presente una vetrina con tre reperti: una testa di Dioniso, una testa di fanciullo consacrato al culto isiaco e uno specchio con manico sul quale sono raffigurati i Dioscuri, di provenienza ignota.
La prima sezione, quella della collezione Adele Vaselli, accoglie i reperti provenienti da Poggio Buco, che testimoniano la presenza di una fiorente città con una cultura e un'attività artistica differente da quella della vicina Pitigliano, che però scomparve agli inizi del VI secolo a.C. per cause sconosciute. Si possono osservare frammenti dell'XI secolo a.C., tazze, piattelli, olle, coppe (kotyle), calici, brocche (oinochoe) ad impasto grezzo dell'VIII secolo a.C., e altri in argilla depurata con decorazione geometrica che vanno dalla fine dell'VIII alla prima metà del VII secolo a.C.. Inoltre si può ammirare un'interessante esposizione di corredo da simposio in bucchero nero pesante, databile intorno al 650-580 a.C.: grandi crateri per miscelare il vino, vasi per il trasporto dell'acqua (hydriai), un grande vaso per attingere (kyathos), un'anfora. Si segnala anche la presenza di una produzione di ceramiche con decorazioni etrusco-corinzie del periodo orientalizzante, databile tra il 630 e il 580 a.C., che consta di una selezione di unguentari di varie forme e misure (aryballos e alabastron), brocca con versatoio (oinochoe), brocche senza versatoio (olpe), coppe (kyliches) e anfore.
La seconda sezione custodisce reperti provenienti dalle campagne di scavo nell'abitato di Pitigliano e della collezione Bernardino Martinucci. L'indagine archeologica del 1985 ha riportato alla luce frammenti ceramici in un arco di tempo che va dal XVII all'XI secolo a.C., alcuni frammenti ossei animali (orso, tasso, cavallo, bue, cervo e cinghiale), e una piccola ascia in pietra verde del IV millennio a.C.. Una seconda indagine, effettuata nel 1998, condotta nell'area delle Macerie, zona del paese adiacente a piazza della Repubblica distrutta da un bombardamento nel 1944, ha rilevato materiali ceramici che vanno dal XII al III secolo a.C.. Tra i pezzi più interessanti si segnalano una parte di coppa (skyphos) in argilla depurata del IV secolo a.C. decorata con il dipinto di un volatile di grandi dimensioni, e un frammento di coppa con due anse (kylix) in ceramica attica sul quale si riconosce la figura in nero di un uomo che corre, risalente al terzo quarto del VI secolo a.C.. Le ultime tre vetrine di questa sezione ospitano la collezione ottocentesca dell'ex sindaco di Pitigliano e ispettore degli scavi archeologici Bernardino Martinucci. Tale raccolta è composta da brocche con versatoio (oinochoe) con decorazione incisa, coppe con due anse (kantharoi) ad impasto bruno, olle e piattelli: tra questi ultimi si segnala quello con iscrizione di possesso «APUNIES MI» – «io (sono) di Apunie» – della seconda metà del VI secolo a.C. Interessante è anche il frammento di coppa attica ad occhioni (kylix) dipinta del 530 a.C., raffigurante una scena di due duellanti (monomachia) con iscrizione acclamatoria suddipinta «LUKOS KALOS», cioè «Lukos bello».
Lungo il percorso museale è visibile ai visitatori anche il magazzino con laboratorio di restauro.